# Lasionycta mutilata
Lasionycta mutilata es una especie de mariposa nocturna de la familia Noctuidae.
Se encuentra desde Oregón y el parque nacional de Yellowstone, Montana y Wyoming, hasta el sureste de Alaska y las Montañas Rocosas de Alberta.
Habita en zonas de alta transición y bosques de coníferas subalpinos.
Es nocturna. Los adultos vuelan desde finales de junio hasta agosto.